# Ostia
Ostia (/ɒstɪə/), (más néven Ostia Lido vagy Lido di Roma vagy Lido di Ostia) település Olaszországban, a Római kerületben, a Tirrén-tenger partján. Az Ostiai szuburbikárius egyházmegye püspöki székvárosa.

## Fekvése
A Tirrén-tenger mellett, Acilia közelében, a Tiberis folyó (Tevere) torkolatánál található, Róma városának kedvelt fürdőhelye.

## Története
A település 1884-ben alakult, Ostia Antica ókori római kikötőváros romjainak közelében. Első lakói Ravennából és Romagnából érkezett parasztok voltak. Mellette 1924-ben nyílt meg a Róma–Lido-vasútvonal, az új falu hamarosan a rómaiak kedvenc tengeri üdülőhelye lett, miközben számos szecessziós stílusú ház is felépült a vízparton.
Kapcsolódik a központi Római új Via Ostiensehez, melyet 1907-ben nyitottak meg, ekkor kapta meg végső építészeti jellegét; köszönhetően számos új épületnek, mint a Stile Littorio . Új infrastruktúrák, mint a Rómába vezető második út (Via del Mare), a sétány, és a repülőtér épültek meg ebben az időszakban.
A második világháború után sok tengerre néző fürdőlétesítmény épült, és Ostia fontos turisztikai célponttá vált. Ostia új, Cristoforo Colombo nevű sugárútja kapcsolódik Róma EUR negyedéhez. Az 1970-es években azonban nyilvánvalóvá vált a tenger szennyezettsége, ami átmenetileg csökkentette Ostia üdülőhely népszerűségét is.

## Galéria

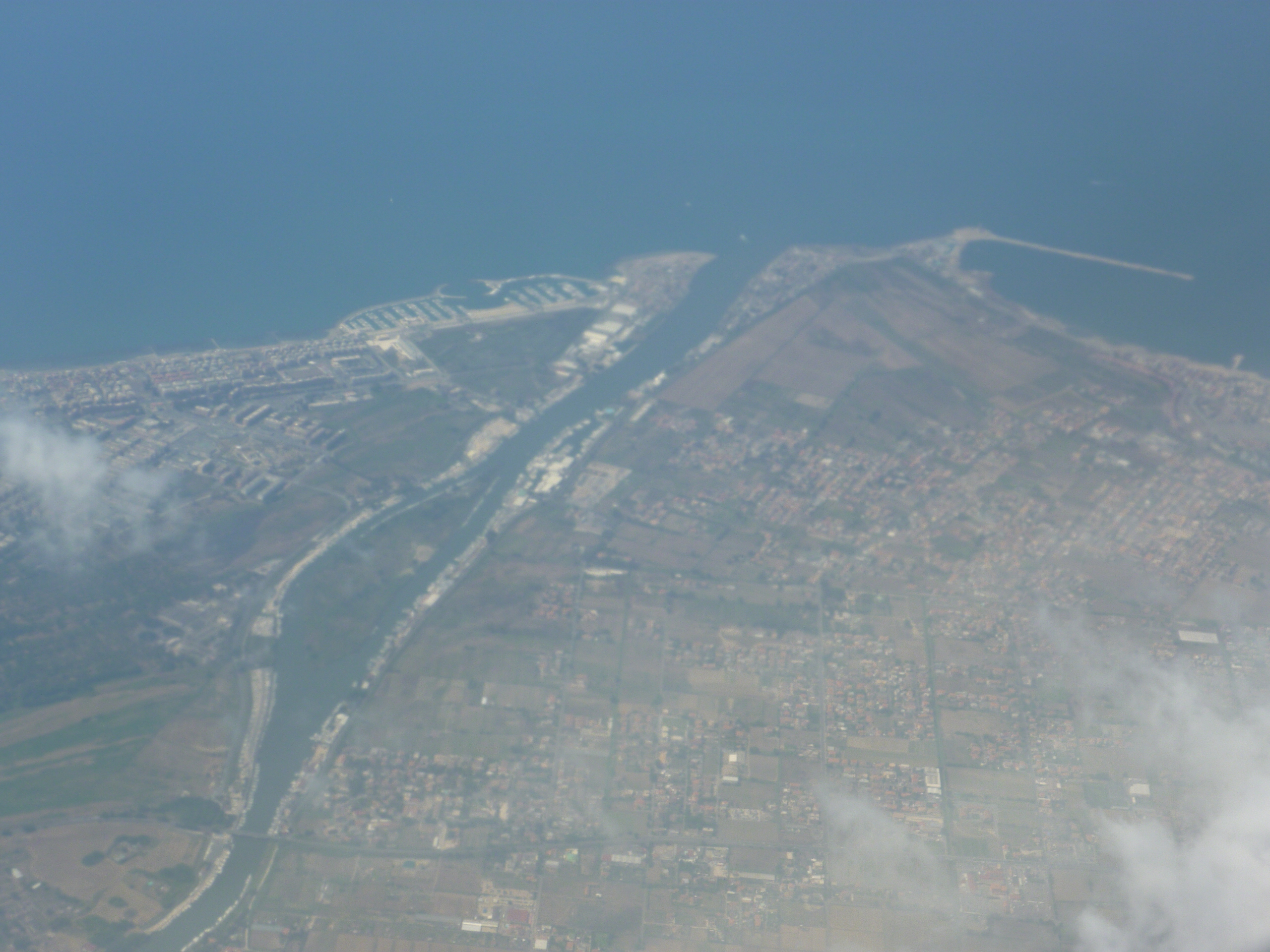
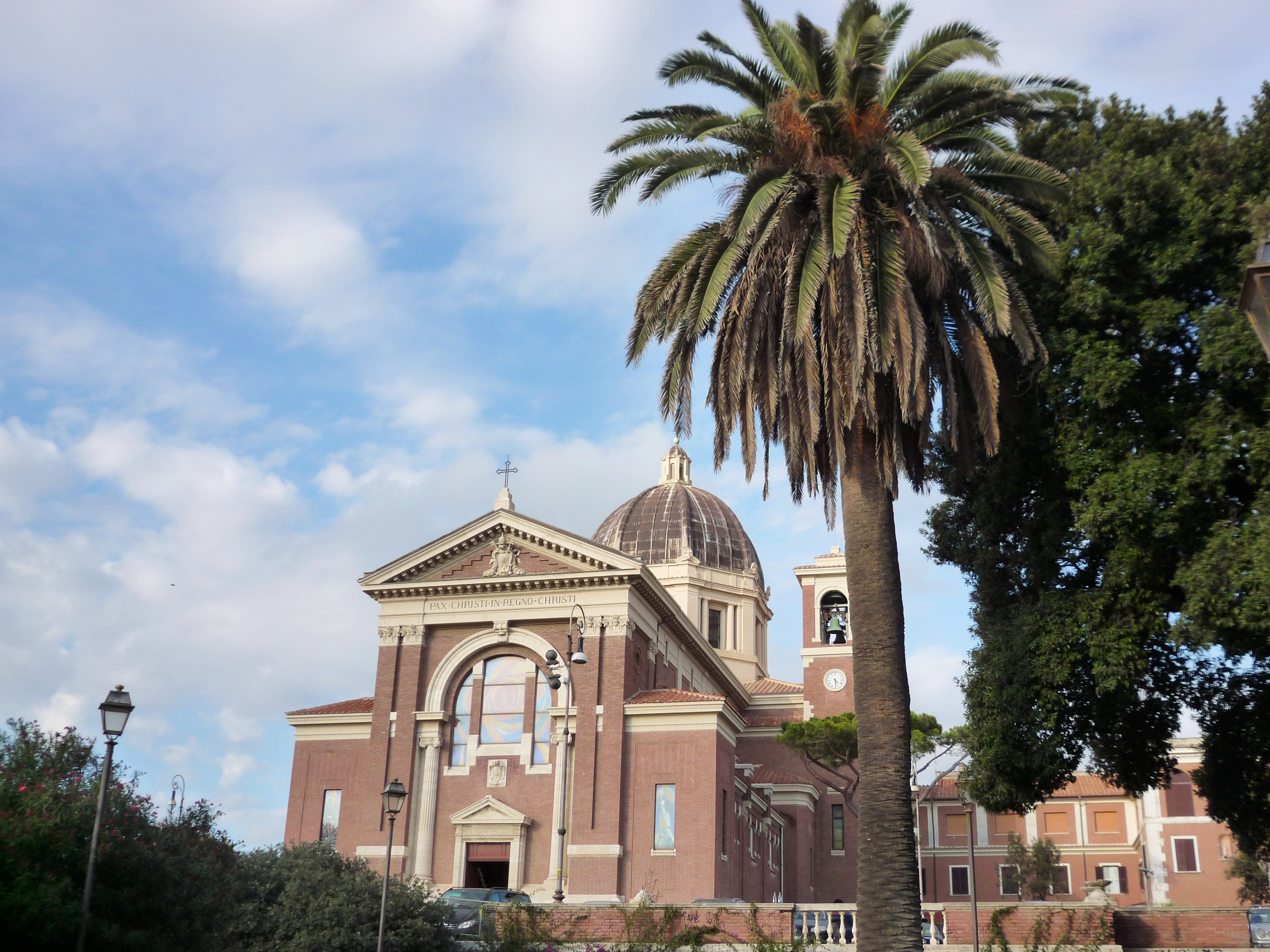
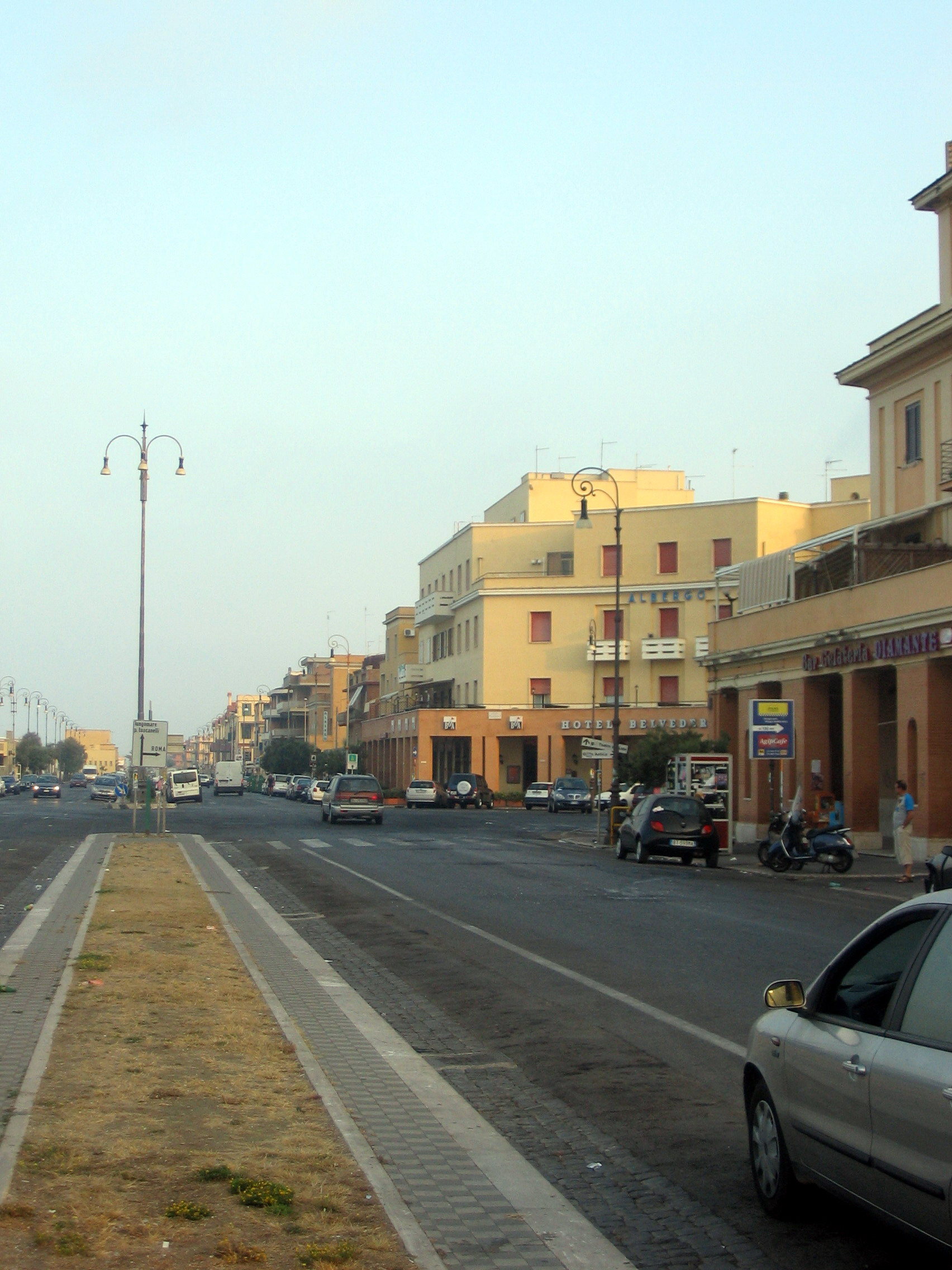
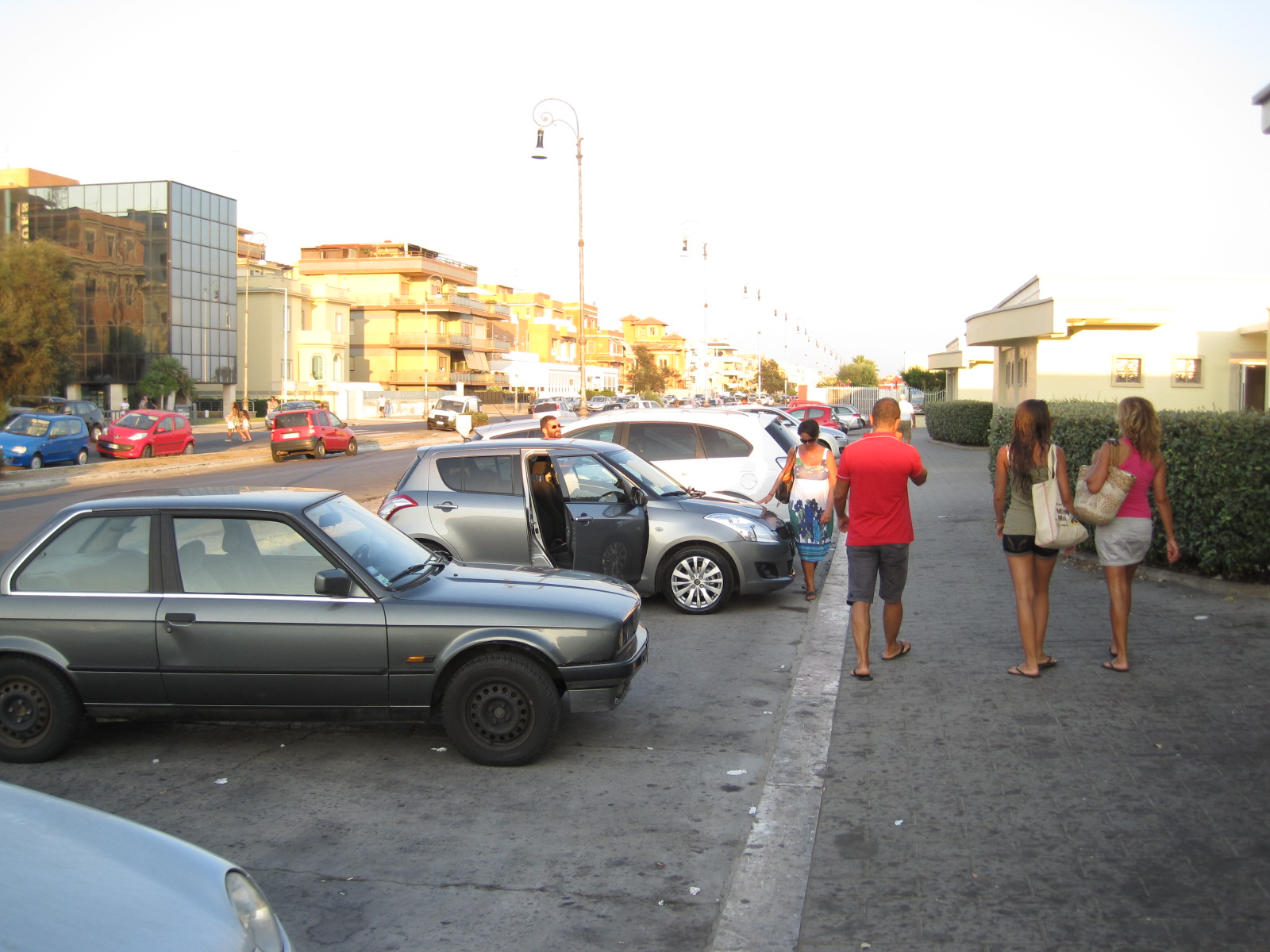
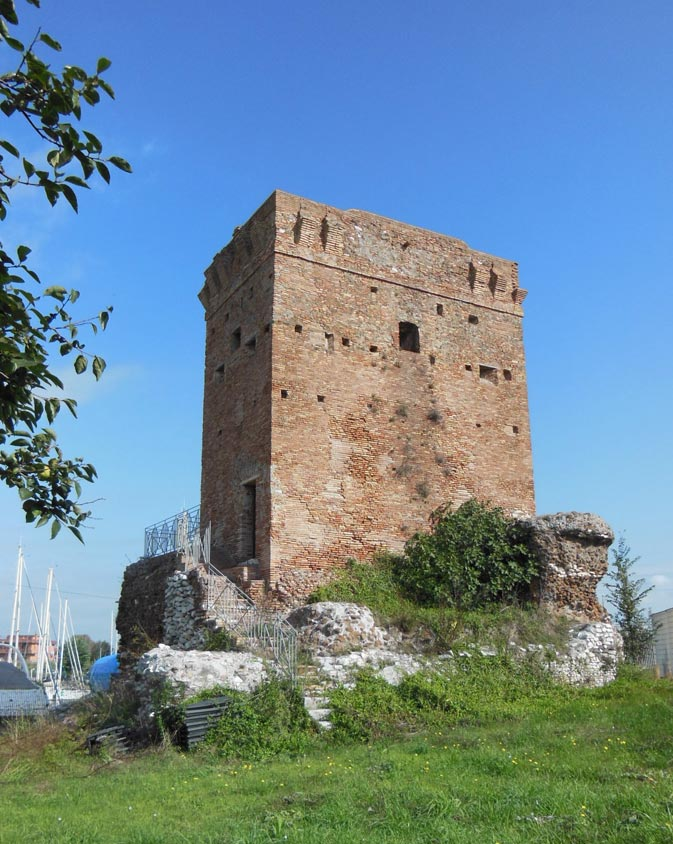
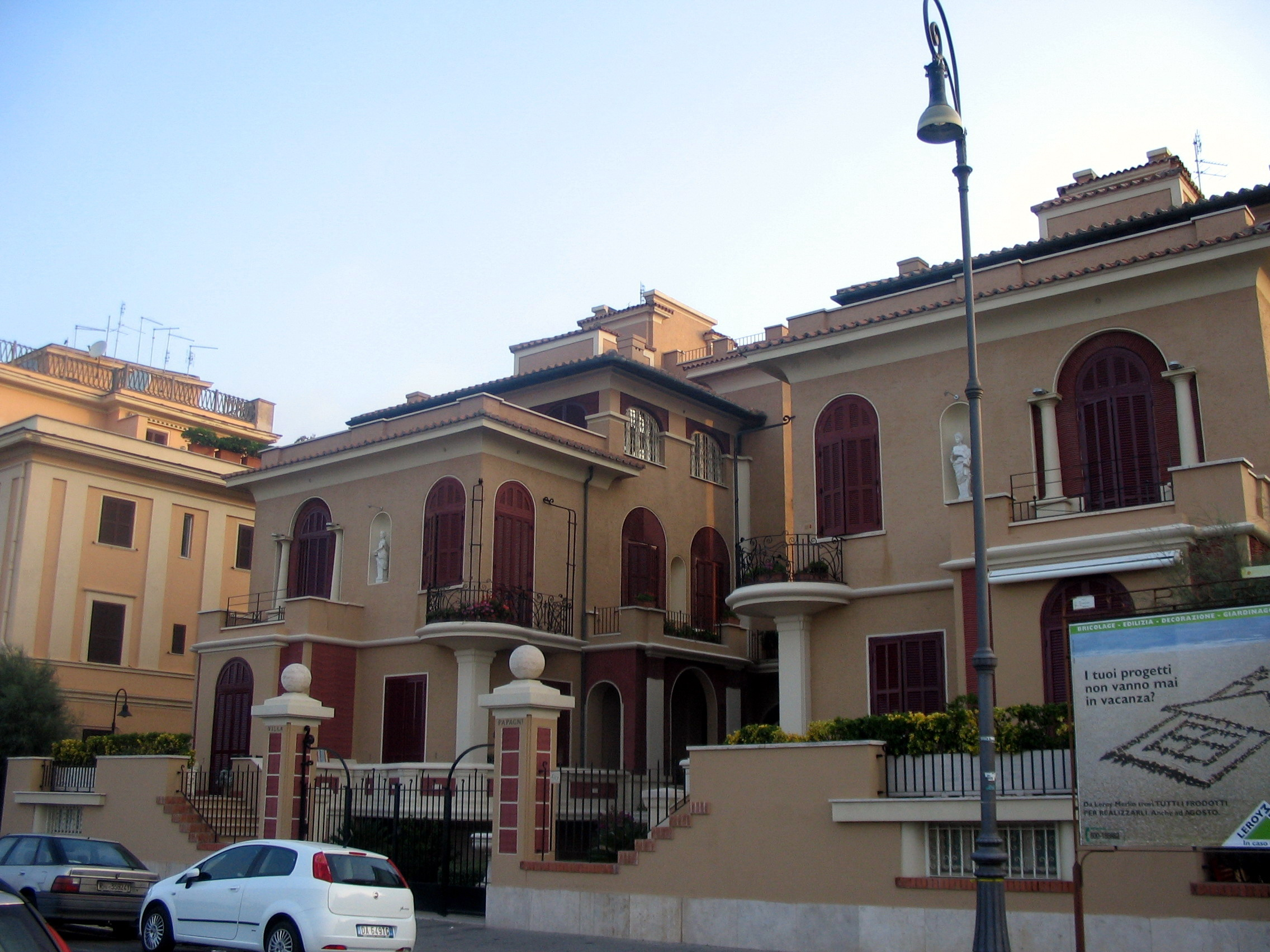
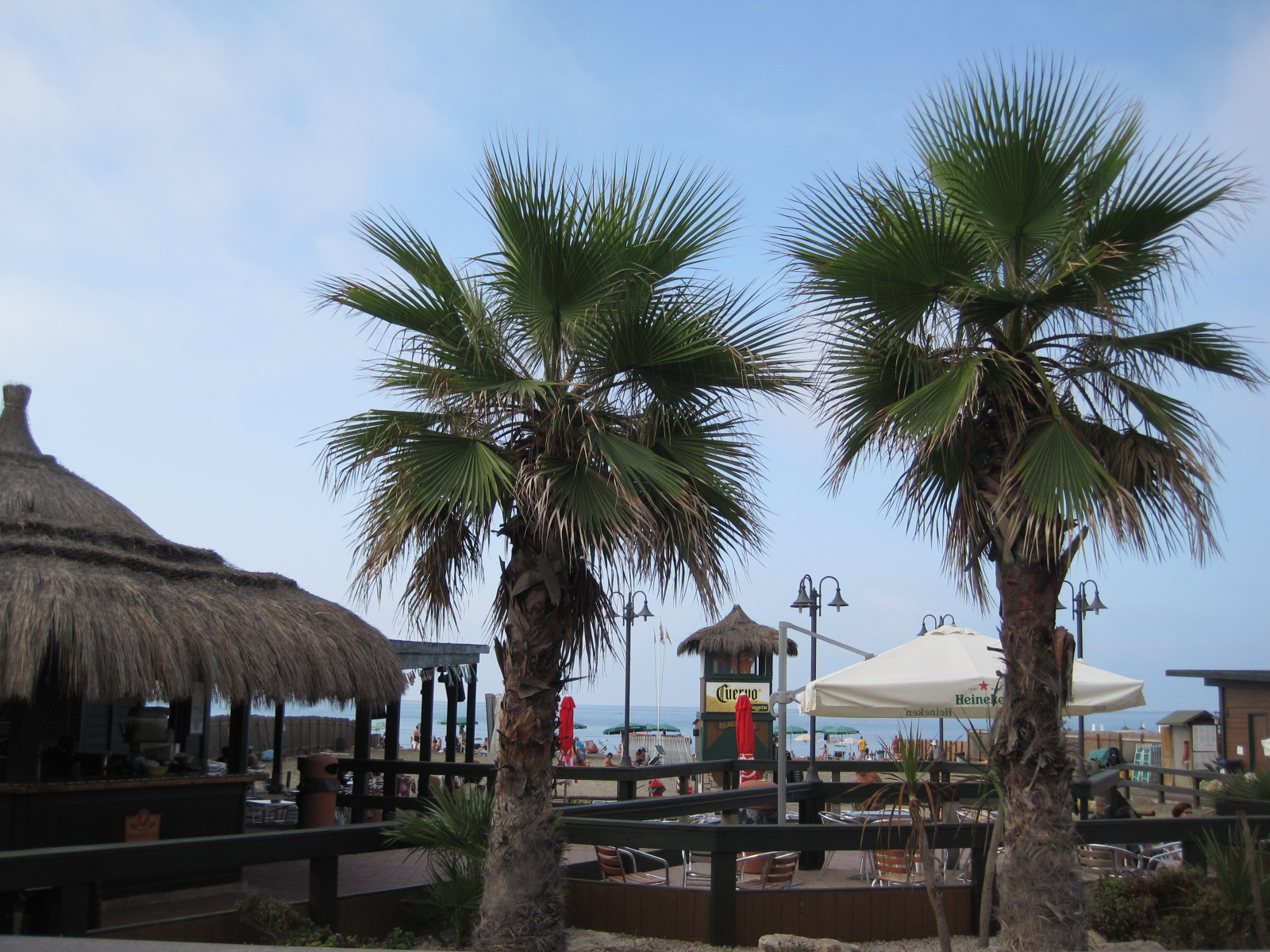
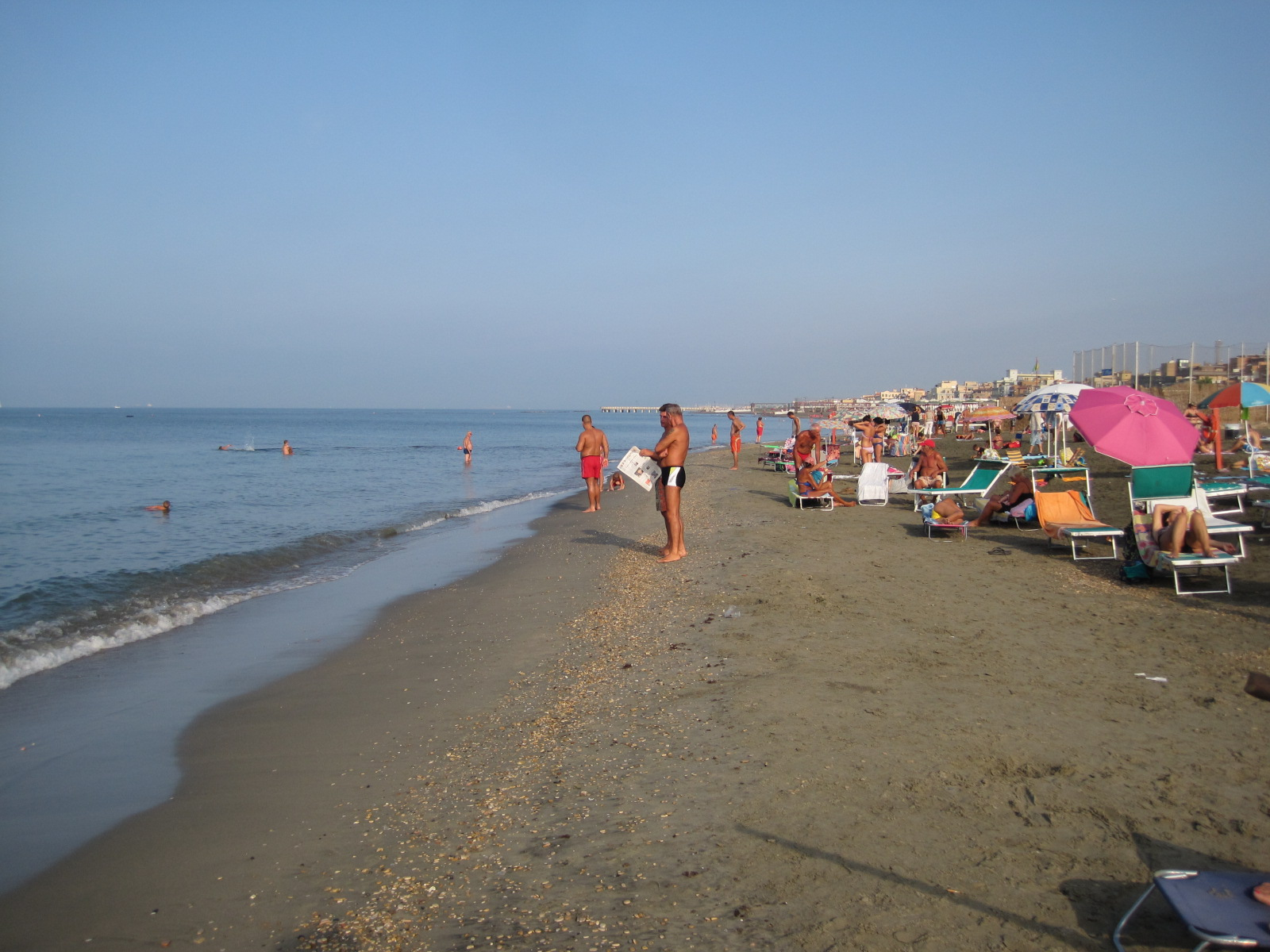
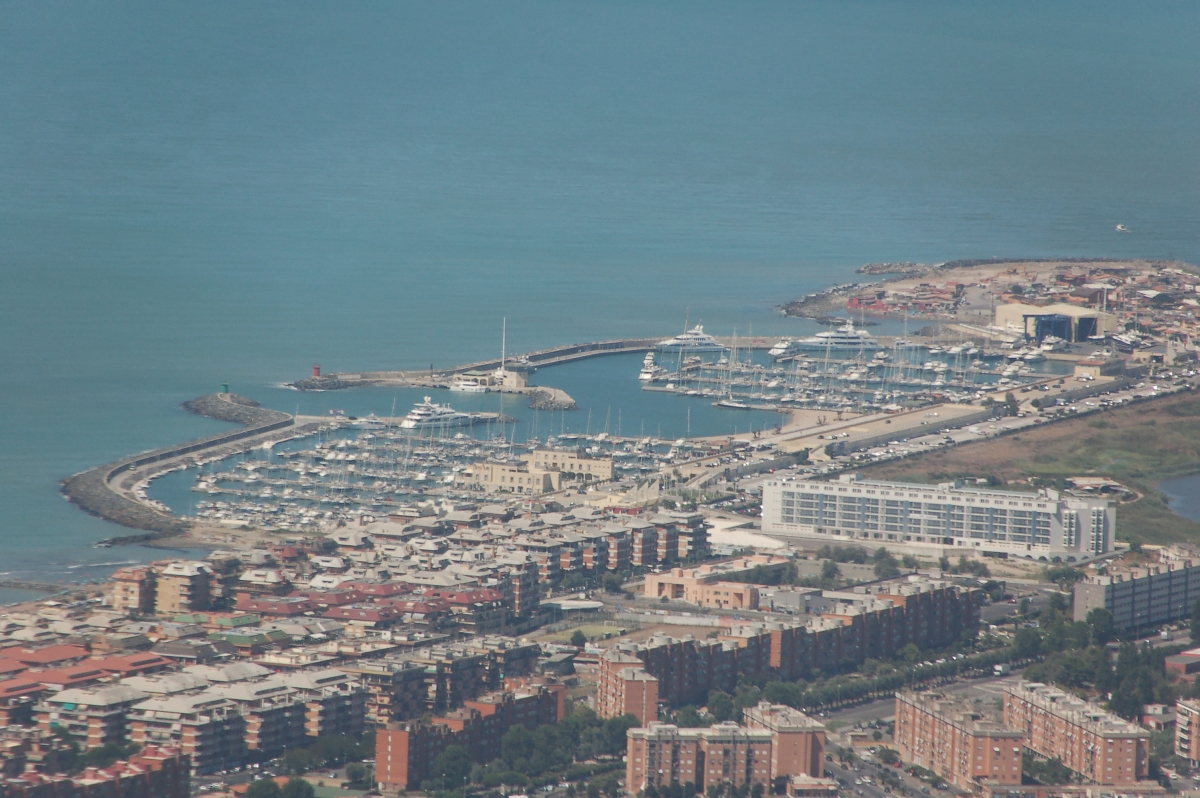
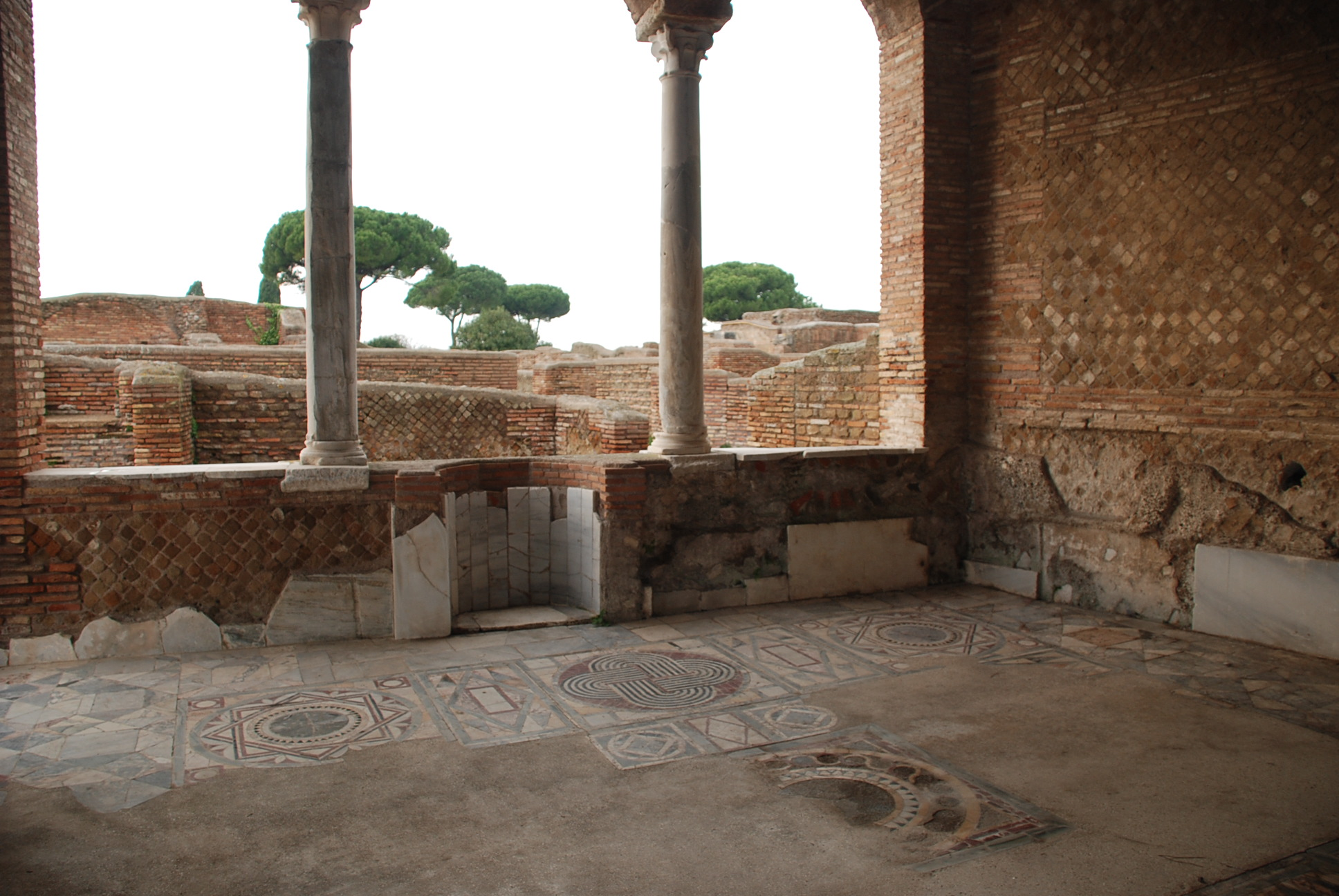
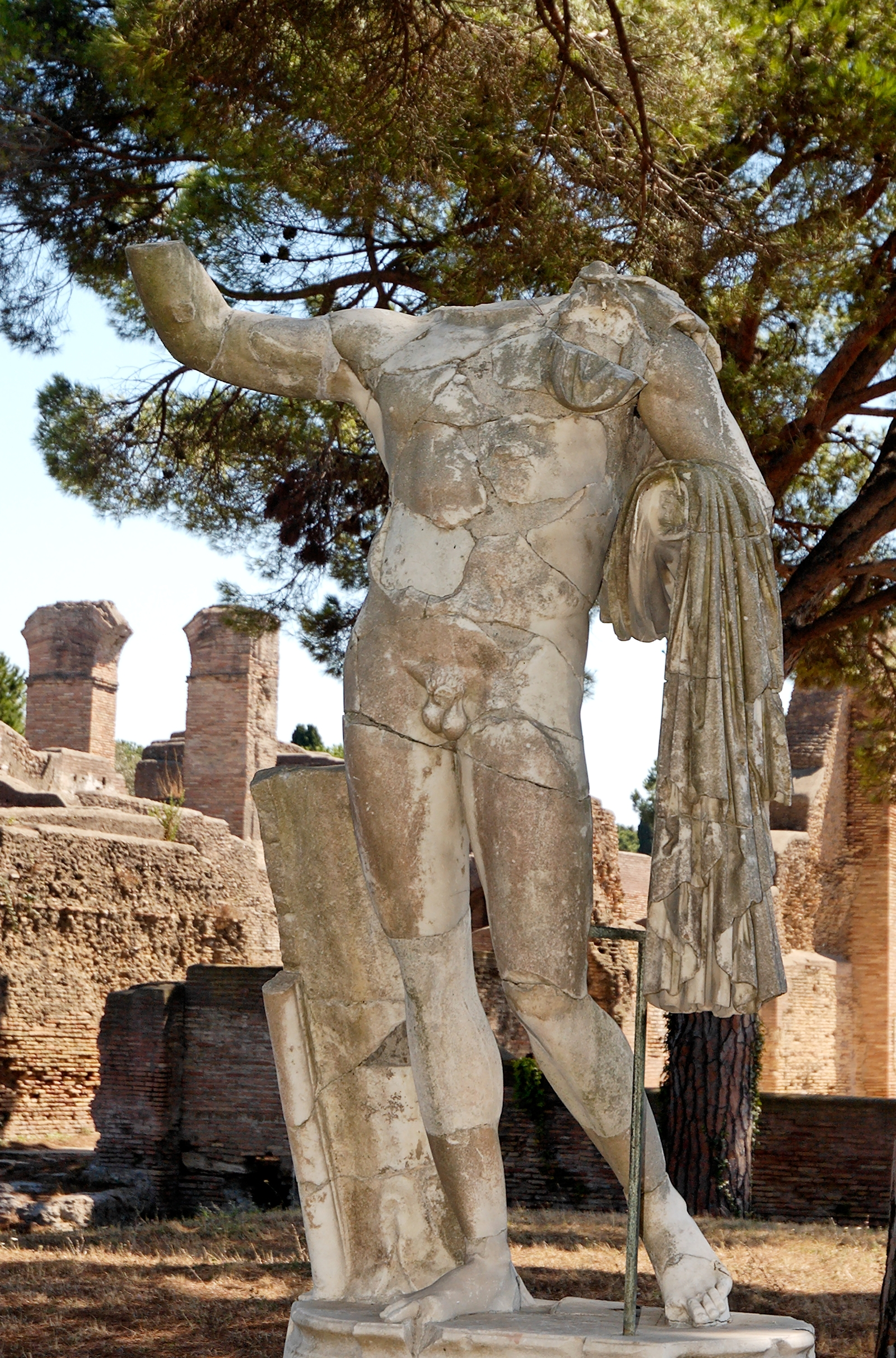
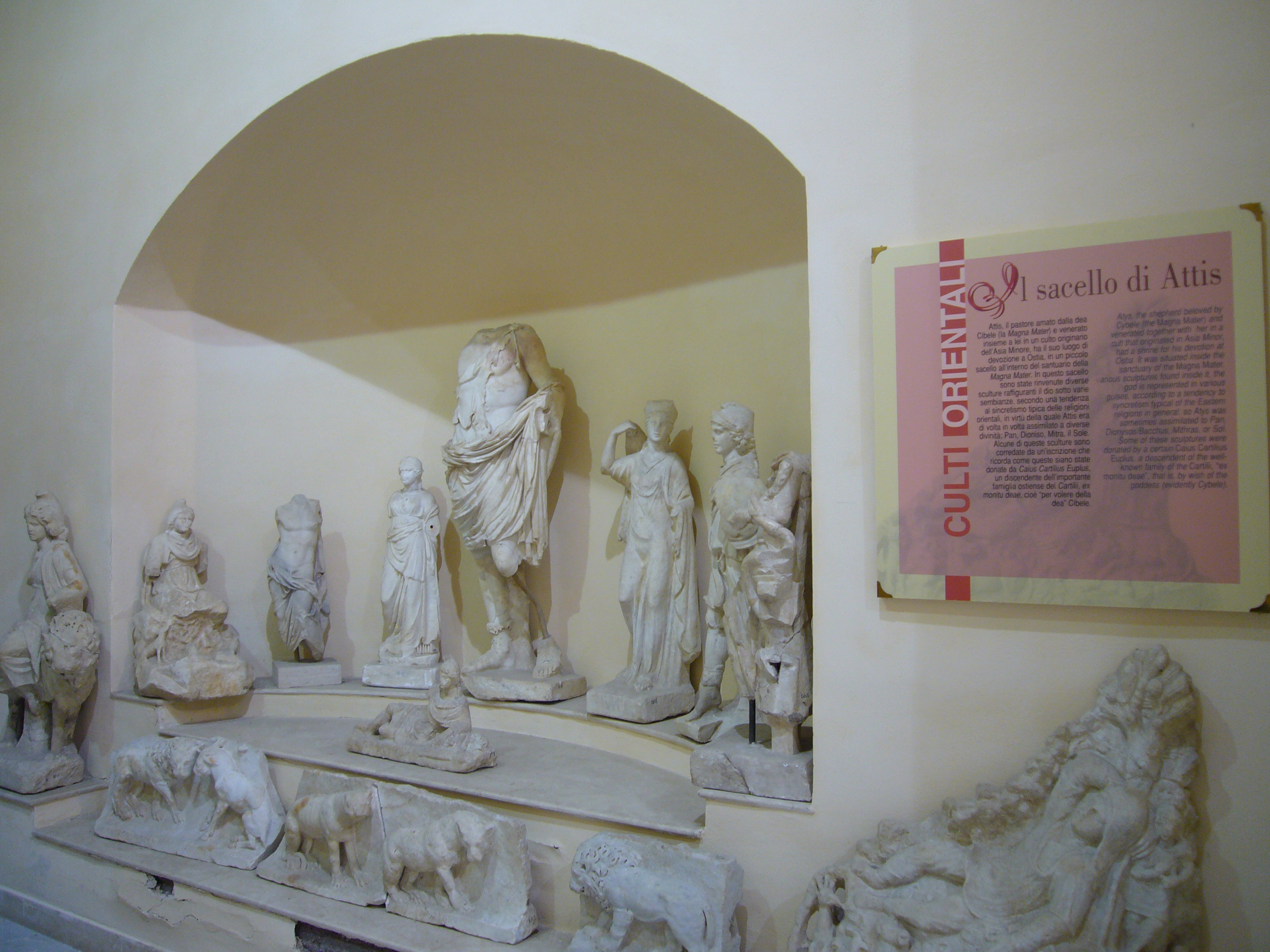
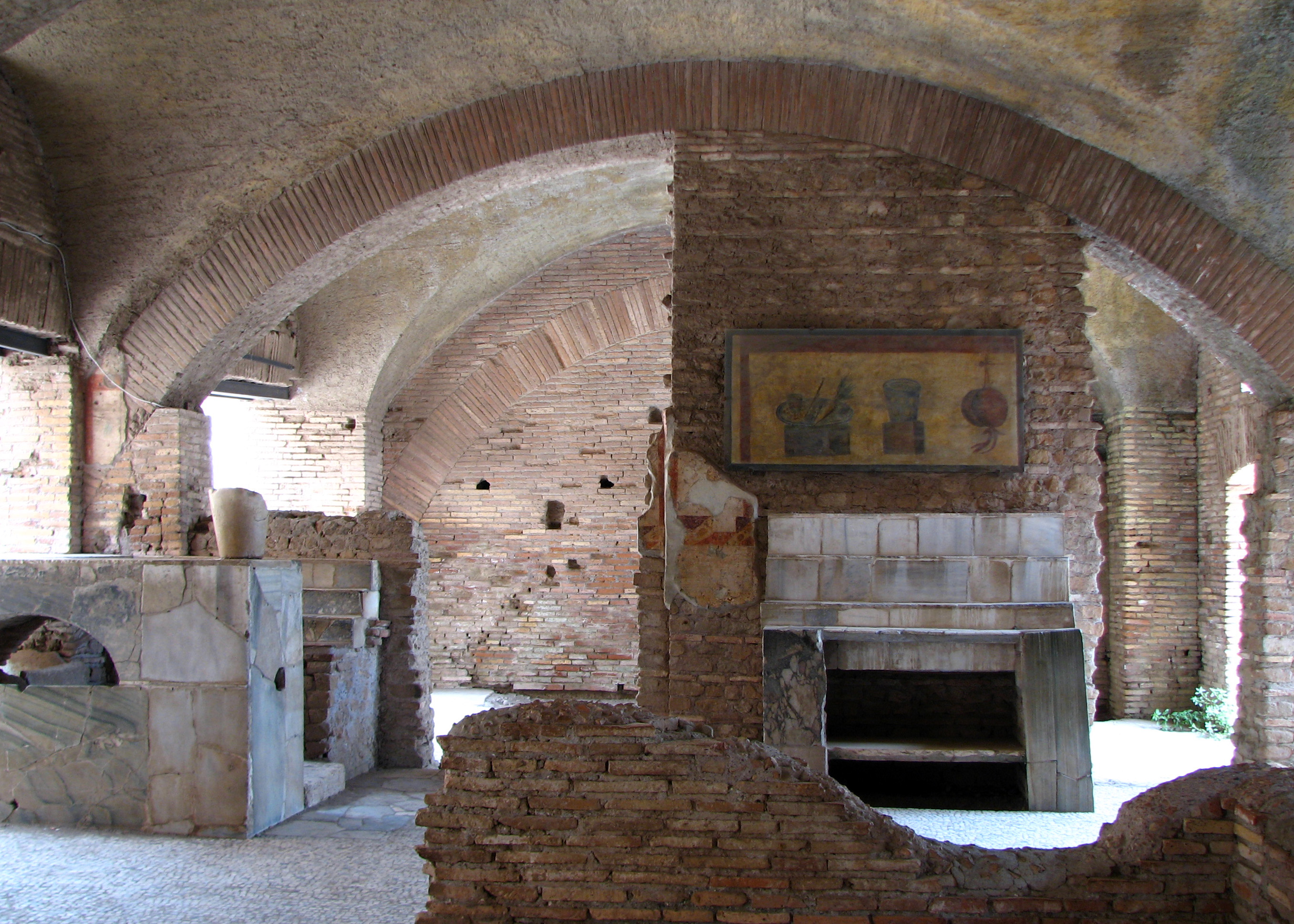
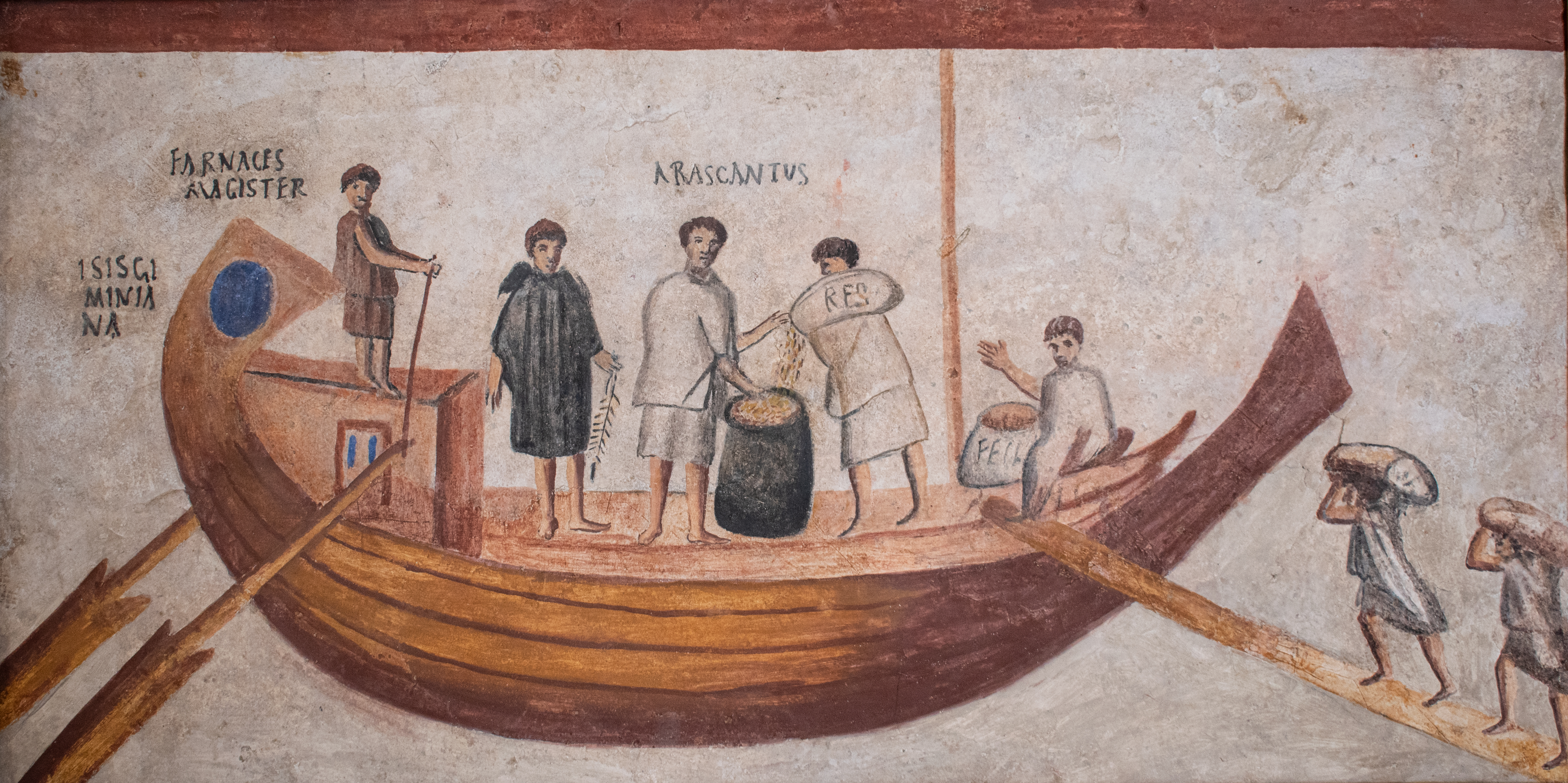
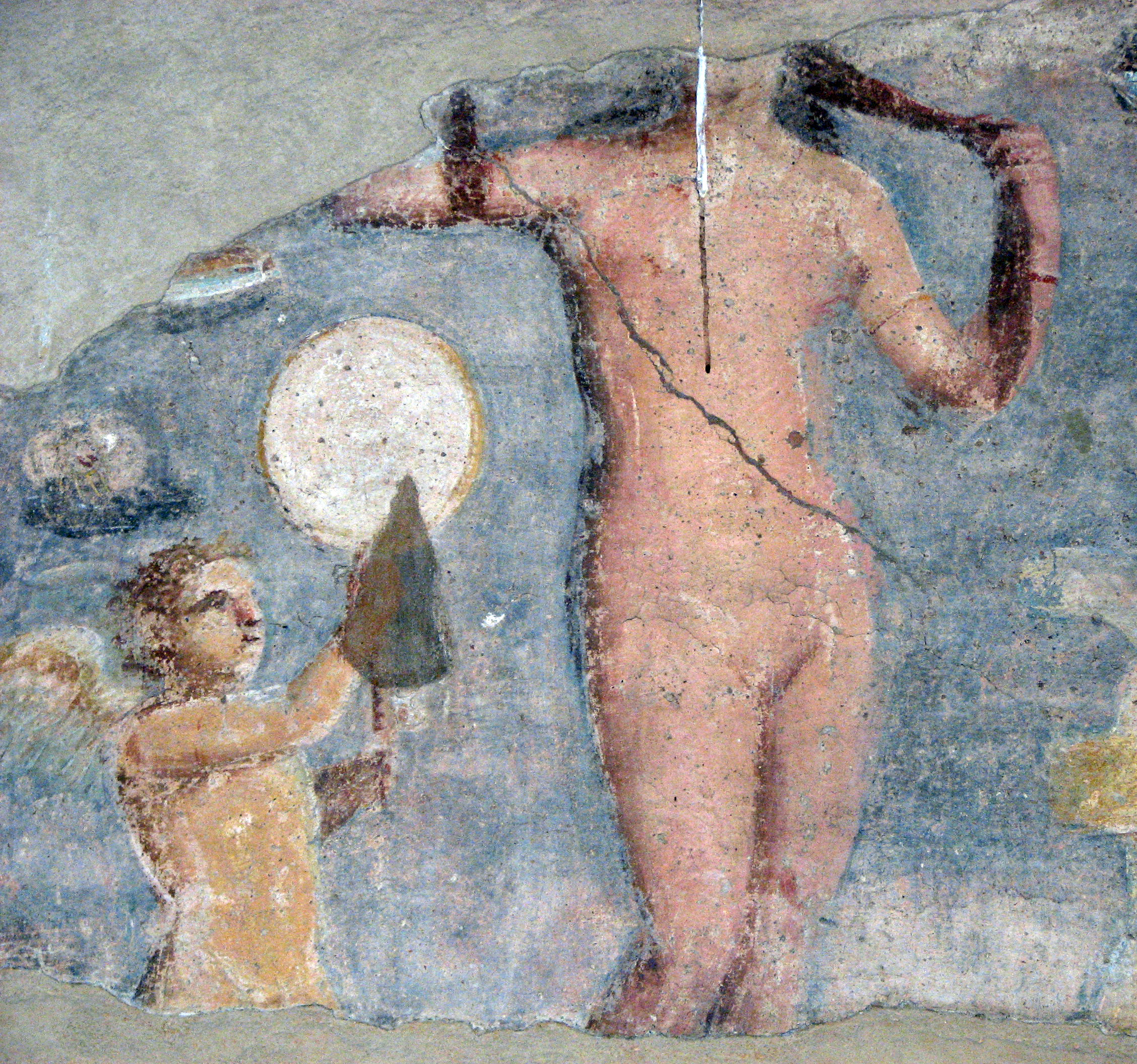
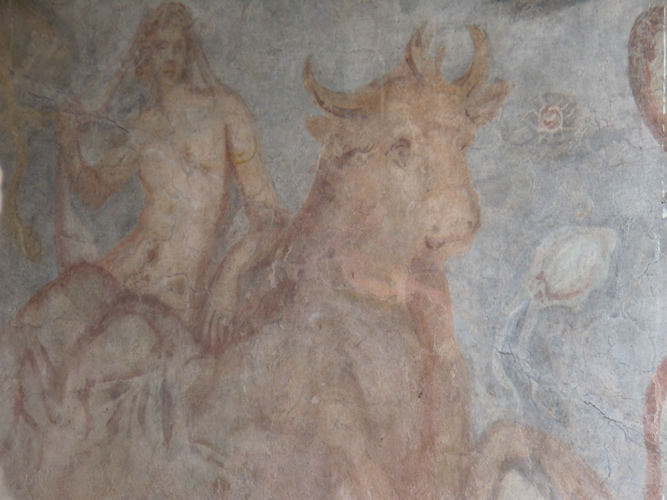
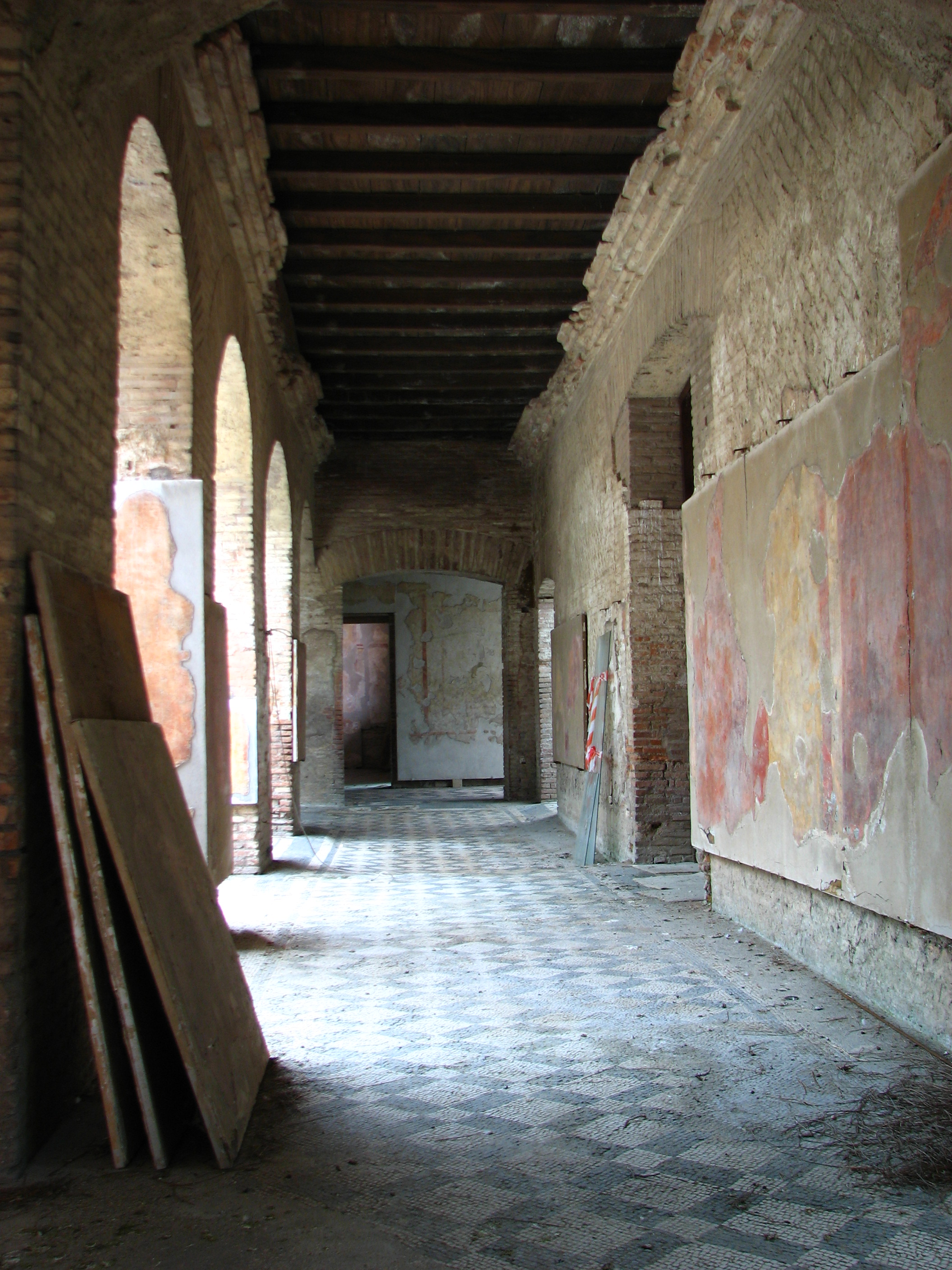
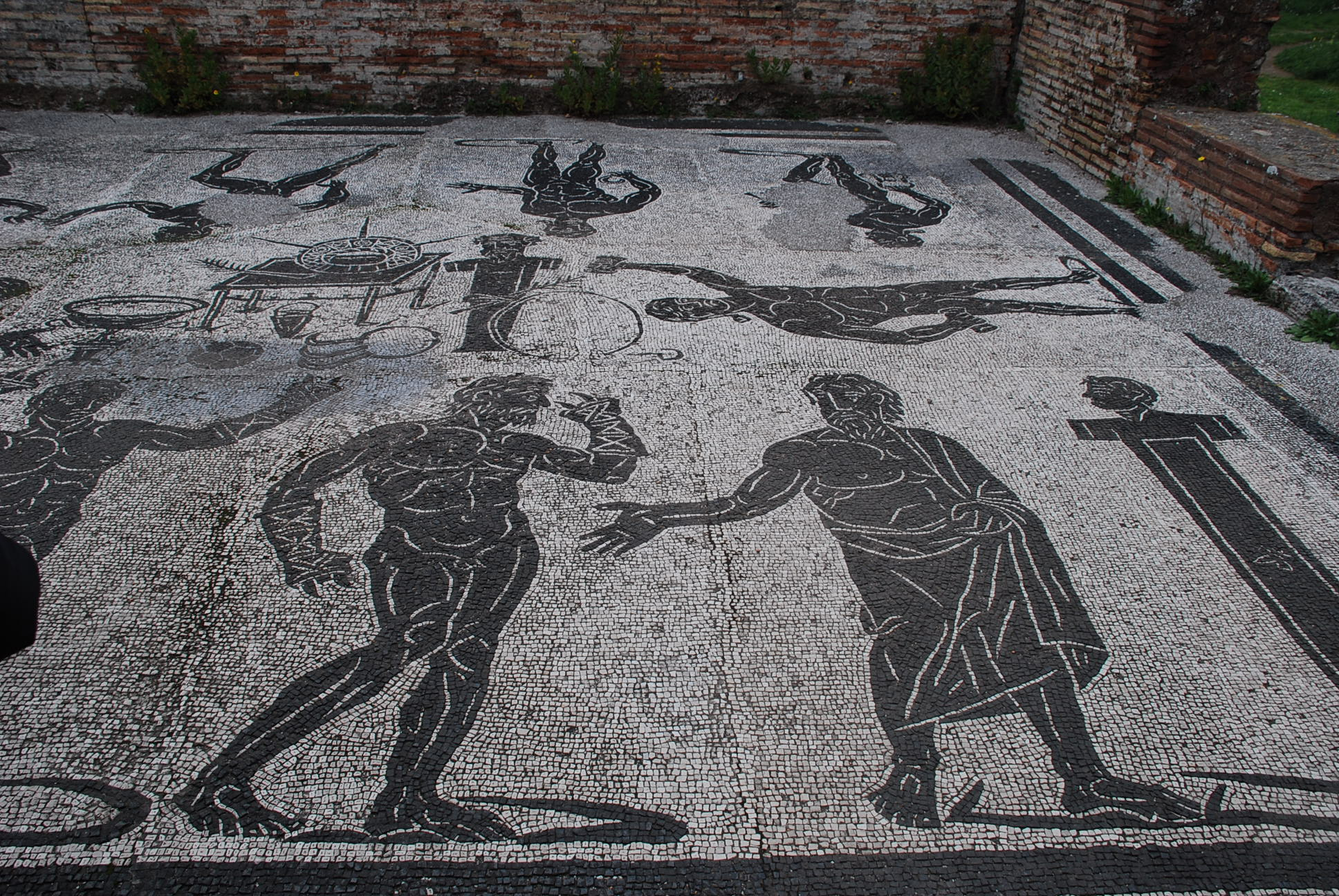
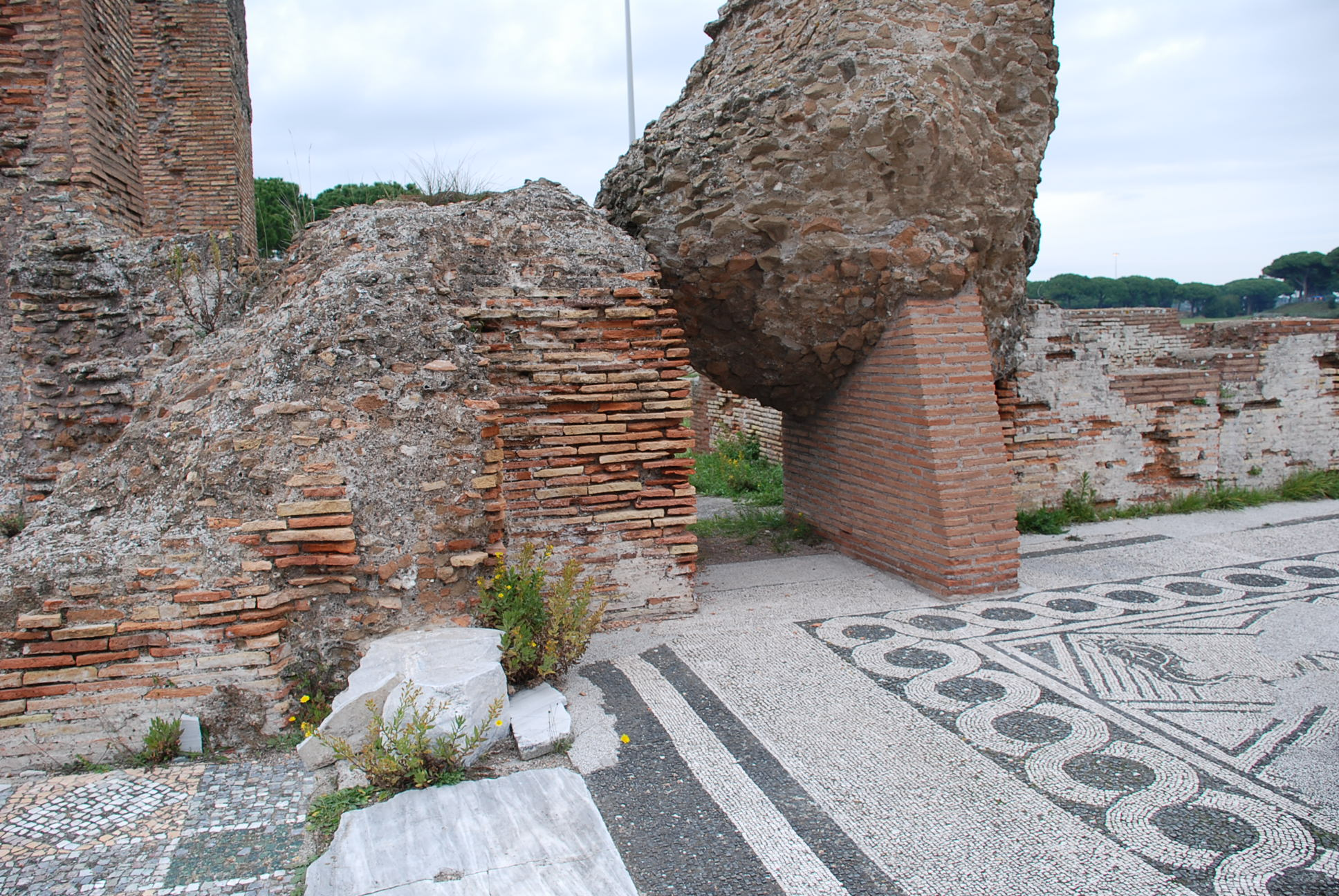

## Nevezetességek
- 1956-ban készült el Ostia vonzáskörzetében a Leonardo da Vinci repülőtér.
- Pier Paolo Pasolinit 1975. november 2-án itt, a vízi repülőtéren gyilkolták meg.